# Patriarcato di Antiochia dei Latini
Il patriarcato di Antiochia dei Latini (in latino Patriarchatus Antiochenus Latinorum) è una sede soppressa e una sede titolare soppressa della Chiesa cattolica. Fu eretto nel 1099, durante la Prima crociata, da Boemondo, primo principe di Antiochia.
Il Patriarca fu una delle maggiori autorità ecclesiastiche negli Stati crociati, al servizio dei cattolici della diocesi e rappresentante di tutti i cristiani che vivevano nel territorio della diocesi. Nel periodo delle crociate furono presenti due gerarchie, una greca ed una latina, ognuna con le proprie regole e liturgie, vescovi, abati, cattedrali e monasteri.
La giurisdizione del Patriarca latino di Antiochia si estendeva, oltre che sul Principato di Antiochia, anche sulle contee di Edessa e di Tripoli; verso la fine del XII secolo fu aggiunta l'isola di Cipro.

## Storia
Il seggio del patriarcato di Antiochia era uno dei più antichi e prestigiosi della Cristianità.
Dopo il Grande Scisma del 1054 Antiochia era rimasta sotto l'influenza dell'Impero bizantino.
La città era stata conquistata dai musulmani nel 638, ripresa dall'Impero bizantino nel 969 ed era caduta in mano ai Selgiuchidi nel 1084.
L'imperatore bizantino Alessio I Comneno sperava di utilizzare la forza e l'abilità militare dei Crociati per recuperare i territori dell'Impero Romano d'Oriente, compresa Antiochia e la sua sede patriarcale.
Ma quando i Crociati conquistarono Antiochia non solo non la cedettero all'imperatore di Bisanzio ma, dopo qualche tempo, espulsero il Patriarca greco, Giovanni IV e lo mandarono a Costantinopoli.

L'imperatore bizantino fu gravemente offeso e si diede da fare per riportare un patriarca ortodosso ad Antiochia ma il Trattato di Devol del 1108, che prevedeva il ritorno del Patriarca greco, non fu mai applicato.
Per un breve periodo vi fu un patriarcato congiunto, quando Antiochia tornò sotto il controllo bizantino dell'Imperatore Manuele I Comneno, ma per la maggior parte del tempo vi fu solo il Patriarca latino.
Comunque per tutto il periodo del principato latino di Antiochia, il Patriarca latino fu riconosciuto dall'imperatore e giocò un ruolo molto importante (politico, diplomatico, militare e di alleanze matrimoniali, oltre che religioso) nei rapporti tra gli Stati Crociati e l'Impero bizantino.
Il Patriarca Latino rimase ad Antiochia finché il principato non fu conquistato dai Mamelucchi, nel 1268, dopodiché, mentre il patriarca greco Teodosio IV tornò ad Antiochia, il titolo di Patriarca latino divenne solo nominale, ma fu mantenuto per parecchi secoli con sede nella Basilica di Santa Maria Maggiore, a Roma, per aiutare, proteggere e mantenere in contatto con Roma le piccole ed isolate comunità cattoliche in Medio Oriente, fino alla definitiva abolizione nel 1964.

## Cronotassi

### Patriarchi residenziali

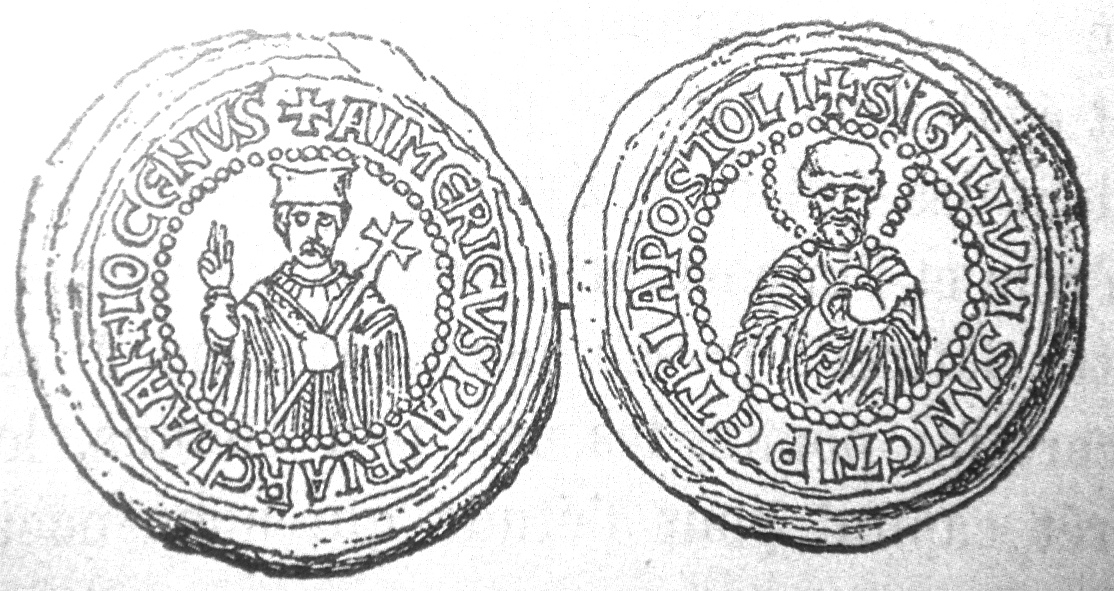
Moneta del Patriarca latino di Antiochia con il busto di Aimerio di Limoges (1139-1193) sul diritto.

- Bernardo di Valenza † (1100 - 1135 deceduto)
- Rodolfo di Domfront † (1135 - 1142 deceduto)
- Aimerio di Limoges † (1142 - settembre 1187 o 1193/1196 deceduto)
  - Rodolfo † (1188 - 1200 deceduto)
- Pietro d'Angoulême † (1201 - 1208 deceduto)
- Pietro d'Ivrea (o di Lucedio), O.Cist. † (5 marzo 1209 - ?)
- Pietro Capuano  † (25 aprile 1219 - prima di ottobre 1219 nominato cardinale diacono di San Giorgio al Velabro)
- Rainerio † (7 dicembre 1219 - settembre 1225 deceduto)
- Alberto Rezzato † (1226 - prima del 22 luglio 1246 deceduto)
- Opizzo Fieschi † (22 luglio 1246 - dopo il 1291 deceduto), titolare dal 1268

### Patriarchi titolari
- Isnardo Tacconi, O.P. † (4 agosto 1311 - 1329 deceduto)
- Geraldo Oddone, O.F.M. † (27 novembre 1342 - 1348 deceduto)
- Raimond de Salg † (10 gennaio 1364 - 1374 deceduto)
- Pedro de Clasquerí † (27 agosto 1375 - 10 gennaio 1380 deceduto)
- Seguin d'Authon † (20 giugno 1380 - 25 marzo 1395 deceduto)
- Václav Králík z Buřenic † (11 aprile 1397 - dopo il 7 agosto 1409 ?)
- Giovanni, C.R.S.A. † (13 novembre 1408 - ?)
- Denis du Moulin † (10 giugno 1439 - 15 settembre 1447 deceduto)
- Giacomo Giovenale Orsini † (3 marzo 1449 - 12 marzo 1457 deceduto)
- Guillaume de la Tour † (29 aprile 1457 - 20 marzo 1470 deceduto)
- Guglielmo † (14 ottobre 1471 - 1471 ?)
- Gérard de Crussol † (4 dicembre 1471 - 28 agosto 1472 deceduto)
- Lorenzo Zane † (28 aprile 1473 - 15 ottobre 1485 deceduto)
- Giordano Caetani † (19 gennaio 1485 - ?)[1]
- Sebastiano † (1495 ? - ?)
- Giovanni Michiel † (23 gennaio 1497 - 11 aprile 1503 deceduto)
- Alfonso Carafa † (prima del 1504 - ?)
- Ignatius ? † (1529 - ?)
- Fernando de Loaces, O.P. † (18 febbraio 1566 - 29 febbraio 1568 deceduto)
- Juan de Ribera † (30 aprile 1568 - 6 gennaio 1611 deceduto)
- Tommaso d'Avalos d'Aragona † (21 febbraio 1611 - 1622 ? deceduto)
- Luigi Caetani † (14 marzo 1622 - 19 gennaio 1626 dimesso)
- Giovanni Battista Pamphilj † (19 gennaio 1626 - 30 maggio 1626 nominato nunzio apostolico in Spagna)
- Cesare Monti † (19 novembre 1629 - 28 novembre 1633 dimesso)
- Fabio de Lagonissa † (20 novembre 1634 - 1659 deceduto)
- Giacomo Altoviti † (18 aprile 1667 - 18 maggio 1693 deceduto)
- Michelangelo Mattei † (18 maggio 1693 - 22 dicembre 1699 deceduto)
- Carlo Tommaso Maillard de Tournon † (5 dicembre 1701 - 1º agosto 1707 nominato cardinale)
- Giberto Bartolomeo Borromeo † (26 gennaio 1711 - 15 marzo 1717 nominato cardinale presbitero dei Santi Bonifacio e Alessio)
- Filippo Anastasi † (20 dicembre 1724 - 11 maggio 1735 deceduto)
- Joaquín Fernández Portocarrero † (25 maggio 1735 - 9 settembre 1743 nominato cardinale presbitero dei Santi Quattro Coronati)
- Antonio Maria Pallavicini † (23 settembre 1743 - 23 luglio 1749 deceduto)
- Ludovico Calini † (1º febbraio 1751 - 26 settembre 1766 nominato cardinale presbitero di Sant'Anastasia)
- Domenico Giordani † (22 dicembre 1766 - 24 febbraio 1781 deceduto)
- Carlo Camuzi † (2 aprile 1781 - 6 ottobre 1788 deceduto)
- Giulio Maria Della Somaglia † (15 dicembre 1788 - 1º giugno 1795 nominato vicario generale di Roma)
- Giovanni Francesco Guidi di Bagno-Talenti † (22 settembre 1795 - 13 gennaio 1799 deceduto)
- Antonio Despuig y Dameto † (13 gennaio 1799 - 11 luglio 1803 nominato cardinale presbitero di San Callisto)
- Lorenzo Girolamo Mattei † (27 settembre 1822 - 15 aprile 1833 nominato cardinale)
- Antonio Luigi Piatti † (2 ottobre 1837 - 19 febbraio 1841 deceduto)
- Giovanni Niccolò Tanara † (24 novembre 1845 - 3 dicembre 1853 deceduto)
- Alberto Barbolani di Montauto † (16 giugno 1856 - 29 ottobre 1857 deceduto)
- Giuseppe Melchiade Ferlisi † (25 giugno 1858 - 23 marzo 1860 nominato patriarca di Costantinopoli)
- Carlo Belgrado † (21 maggio 1861 - 18 febbraio 1866 deceduto)
- Paolo Brunoni † (25 giugno 1868 - 2 gennaio 1877 deceduto)
- Pietro De Villanova Castellacci † (28 febbraio 1879 - 17 settembre 1881 deceduto)
- Placido Ralli † (3 luglio 1882 - 11 dicembre 1884 deceduto)
- Vincenzo Tizzani, C.R.L. † (15 gennaio 1886 - 19 gennaio 1892 deceduto)
- Francesco di Paola Cassetta † (29 novembre 1895 - 19 giugno 1899 nominato cardinale presbitero di San Crisogono)
- Carlo Nocella † (22 giugno 1899 - 18 aprile 1901 nominato patriarca di Costantinopoli)
- Lorenzo Passerini † (18 aprile 1901 - 13 dicembre 1915 deceduto)
- Władysław Michał Zaleski † (4 dicembre 1916 - 5 ottobre 1925 deceduto)
- Roberto Vicentini † (14 dicembre 1925 - 10 ottobre 1953 deceduto)